# 1984 (Oper)
1984 ist eine Literaturoper in zwei Akten von Lorin Maazel. Das Libretto stammt von J. D. McClatchy und Thomas Meehan und basiert auf dem Roman 1984 von George Orwell. Die Uraufführung fand am 3. Mai 2005 im Royal Opera House Covent Garden London statt. Lorin Maazel dirigierte selbst, die Regie hatte Robert Lepage.

## Ort und Zeit der Handlung
Das Libretto stellt eine Nacherzählung des Romans 1984 dar – verkürzt, wie es eine Oper fordert, aber auch vereinfacht. Übrig bleibt die angedeutete Geschichte einer gleichgeschalteten, totalitären Gesellschaft, in der der Wunsch nach Individualität ebenso hoffnungslos ist wie die Hoffnung auf Veränderung. Die Hauptpersonen in dieser Dystopie sind wie in der Buchvorlage Winston Smith und seine heimliche Geliebte Julia.

## Entstehung
Die Idee, den Zukunftsroman Orwells als Oper zu inszenieren, stammte von August Everding, der das Stück bei Maazel für das Münchner Prinzregententheater in Auftrag gab. Nach dem Tod des Generalintendanten der Bayerischen Staatstheater 1999 war eine Münchner Aufführung jedoch unwahrscheinlich geworden, und so bot Maazel sein Werk der Royal Opera Covent Garden an, die bereits 2000 zugriff. Allerdings musste Maazel sich mit seiner zu diesem Zweck gegründeten Produktionsfirma namens Big Brother mit 600.000 Euro an den Produktionskosten beteiligen.

## Aufführungen
Lorin Maazel dirigierte die Uraufführung im Royal Opera House Convent Garden selbst, Regisseur war Robert Lepage. Es sangen Simon Keenlyside (Winston), Nancy Gustafson (Julia), Richard Margison (O’Brien), Diana Damrau (Gym Instructress/Drunken Woman), Lawrence Brownlee (Syme), Jeremy White (Parsons), Graeme Danby (Charrington), Mary Lloyd Davies (Prole Woman) und Johnnie Fiori (Café Singer).
Vom 2. bis 17. Mai 2008 wurde die Oper in der Londoner Produktion sieben Mal an der Mailänder Scala aufgeführt.
Im Theater Regensburg fand 2023 die erste Wiederaufführung der Oper und deutsche Erstaufführung statt (Musikalische Leitung: Tom Woods, Regie: Sebastian Ritschel). Gespielt wurde eine von Norbert Biermann für das Theater Regensburg eigens erstellte Fassung für mittelgroßes Orchester.

## Rezeption
Die Oper umfasst die verschiedensten musikalischen Genres von der Nationalhymne Ozeaniens bis zum Kaffeehaus-Schlager und schmalzigen Harmonien und stieß beim Publikum auf höflich-zurückhaltende Resonanz. Vom Fachpublikum wurde das Werk geradezu zerrissen. So schrieb die NZZ am 6. Mai 2005: „Die Ambivalenz, die manche der Figuren Orwells auszeichnet, die kritische Auseinandersetzung mit den gesellschaftlichen Strömungen der Nachkriegszeit, die Bitterkeit des Endes – alles unter den Tisch gefallen. Und ersetzt durch eine Musik, die ihren Ton nicht findet. Da und dort in der Geschichte der Oper bedient sie sich; Hymne, Fanfare und Autochthones aus Amerika lässt sie anklingen – aber die Mischung bleibt zufällig, weil der Hintergrund der persönlichen Handschrift fehlt. Dass es eine Ouverture gibt und einen Eingangschor, dazu jede Menge von Arien und Duetten, dass zu Gefühlen aufkommender Liebe die Solovioline in die Höhe klettert, die Vereinigung von Mann und Frau Terzen hervorruft und die Gewaltausbrüche röhrende Posaunen – muss es gesagt werden?“